# Sztuka starożytnej Mezopotamii

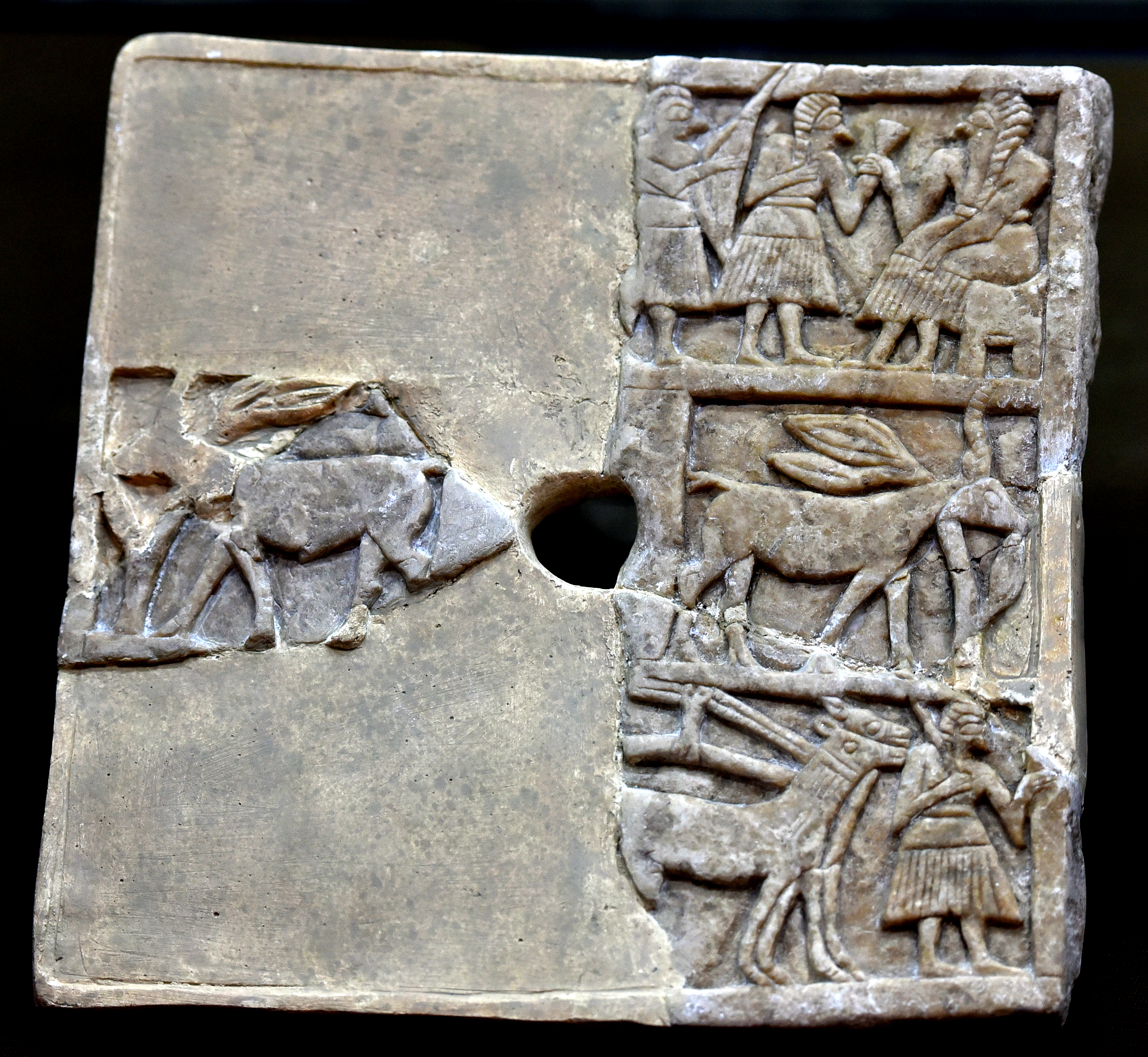
Tablica ścienna z Chafadżi przedstawiająca scenę picia wina, Irak, 2600–2370 p.n.e.

Sztuka starożytnej Mezopotamii – przejaw działalności artystycznej człowieka na obszarze, położonym w dorzeczu Tygrysu i Eufratu, w okresie od VI tysiąclecia p.n.e., tj. początków rolnictwa, do VI wieku p.n.e., tj. do upadku ostatniego niezależnego państwa na tym terenie.
Teren Mezopotamii to miejsce, gdzie rozwinęło się wiele kultur i starożytnych cywilizacji. Pierwotnie znane były one jedynie z przekazów pozostawionych przez starożytnych Greków. Pierwsze badania archeologiczne, prowadzone początkowo przez amatorów i poszukiwaczy skarbów, miały miejsce w XIX wieku. Jednym z najcenniejszych znalezisk były gliniane tabliczki pokryte pismem klinowym. Odczytanie ich rozpoczęło czas poznawania długich dziejów Mezopotamii.
Międzyrzecze było zamieszkane już w okresie paleolitu. W VI tysiącleciu p.n.e., gdy osiadły tryb życia zastąpił koczowniczy, na tym obszarze powstawały kolejno takie państwa, jak: Sumer, Akad, Asyria, Babilonia i in. Tak więc sztukę tego rejonu świata reprezentują:
- sztuka sumeryjska i akadyjska
- sztuka babilońska
- sztuka asyryjska.

## Odkrywanie Mezopotamii
Najstarszym świadkiem kultur, istniejących na terenie Mezopotamii jest Biblia, przekazująca informacje o potędze i okrucieństwach wschodnich sąsiadów Izraela i Judy. Dzieła autorów hellenistycznych dostarczyły o kulturach Mezopotamii kilka skąpych wzmianek i anegdot. Dla Rzymian Babilonia była ojczyzną wróżbitów i magów, zaś wczesne opisy podróżników europejskich do Mezopotamii nie wpływają bezpośrednio na poznanie charakteru sztuki mezopotamskiej.
Początki naukowych badań nad Mezopotamią sięgają XVIII wieku, gdy po raz pierwszy została opisana Niniwa. Pierwszy znany zabytek starożytnej Mezopotamii pojawił się w Europie w 1786 roku. Był to kudurru, którego przeznaczenia nikt wówczas nie potrafił ustalić (tzw. kamień Michaux). Od XIX wieku w Mezopotamii zaczęto prowadzić wykopaliska. Prace archeologiczne rozpoczęli niemal jednocześnie Francuzi i Anglicy. Kolejno odkrywano Dur-Szarrukin, Niniwę, Kalhu, a do muzeów europejskich zaczęły napływać zabytki sztuki asyryjskiej i babilońskiej.
Prace archeologiczne, prowadzone na szeroką skalę, zbiegły się w czasie z odczytaniem pisma klinowego, co ułatwiało identyfikację zamieszkanych ośrodków starożytnej Mezopotamii. Wykopaliska w drugiej połowie XIX wieku w południowej Mezopotamii zaowocowały odkryciem nieznanej dotąd kultury sumeryjsko-akadyjskiej. Na przełomie XIX i XX wieku niemieccy archeolodzy wprowadzili do badań archeologicznych metodyczność w opisywaniu znalezisk, co ograniczyło w dużym stopniu dotychczasowy rabunkowy charakter wykopalisk. Upowszechnili również metodę stratygraficzną, pomocną podczas ustalenia chronologii. W dwudziestoleciu międzywojennym do ekspedycji europejskich dołączyli Amerykanie, którzy badali tereny nad górnym Tygrysem.
Po drugiej wojnie światowej zmieniono stosunek do badań nad kulturą Mezopotamii. Przedtem duży wpływ na jej poznanie miało poszukiwanie korzeni opowieści biblijnych, co doprowadziło niektórych uczonych do przekonania, że wszystko, co zostało opisane w Biblii, wywodziło się z Mezopotamii. Szczególnie do utrwalenia podobnych poglądów przyczyniło się odkrycie i odczytanie Eposu o Gilgameszu. Współcześnie kulturę Mezopotamii bada się dla niej samej, przy tym nie neguje się jej wpływu na kultury sąsiednie.

## Rys historyczny
Akadyjczycy przyswoili sobie kulturę sumerską. Za panowania dynastii semickiej nastąpiły zmiany polityczne, jak centralizacja władzy i ograniczenie roli świątyń i kapłanów, choć ich pozycja ekonomiczna z racji posiadania ziemi nadal pozostawała silna. W państwie panował król, który wyznaczał swoich namiestników w poszczególnych miastach. Pod koniec XXIII stulecia p.n.e. Akadyjczycy nie zdołali odeprzeć najazdu Gutejów. Część miast południowych nie uznało władzy barbarzyńców. Lokalni książęta, ogłaszając się królami, skupiali się na zachowaniu dziedzictwa Sumerów. W drugiej połowie XXII wieku na plan pierwszy wysunęły się miasta Lagasz i Uruk, w którym panowali odpowiednio Gudea i Utuhengal. Za ich rządów rozpoczął się tzw. renesans sumeryjski. Gutejowie zostali pokonani, a dzieło odnowienia kontynuował Urnammu, założyciel III dynastii z Ur, oraz jego następcy.
Na przełomie XXI–XX wieków Mezopotamia została najechana przez Amorytów. Nastąpiła kolejna decentralizacja władzy, na której skorzystali władcy Isin i Larsa. Przez niemal dwa stulecia trwał okres Isin-Larsa. W tym czasie na północy wzrastały nowe potęgi: Babilon, Mari, Asyria.